# Nicolae Bălcescu (okręg Braiła)
Nicolae Bălcescu – wieś w Rumunii, w okręgu Braiła, w gminie Scorțaru Nou. W 2011 roku pozostawała niezamieszkana.